# Academisch ziekenhuis Oulu
Academisch ziekenhuis Oulu (Fins: Oulun yliopistollinen sairaala (OYS)) is het noordelijkste ziekenhuis van de vijf universitaire ziekenhuizen in Finland.
Dit ziekenhuis is verbonden aan de Universiteit van Oulu en het werd in 1973 opgericht. Het is onderdeel van het Noord-Östrobottisch ziekenhuisdistrict: Pohjois-Pohjanmaan sairaanhoitopiiri.